# 電気街
電気街（でんきがい）は、主に電気製品・電機部品などを販売する小売店が集中して存在する地域（商店街）。似た言葉として電脳街がある。

## 日本における歴史
生産者と消費者の間に立って、品物を売ったり買ったりする仕事を商業といい、この仕事をする人を商人という。卸売業者、小売商が商人である。卸売業者の別名は問屋という。問屋の機能で最も重要な点は需給調整の機能とされ、これにより品物の価格が決定される。
戦前の家電流通の特徴として、まず全体のリーダーシップを卸売業者がとっていたことがある。GMSのようなチェーンストアが生まれる以前は、卸売商の流通ルートを通してメーカーは全国の市場へ販売していた。
1930年代に家電は上層階級に普及するにとどまっていたが、大衆商品としてラジオがあった。卸売商の中には部品を作らせ、組み立てさせ、ラジオを販売している会社もあった。家内工業の下請けを系列化する仕組みがそこにあり、卸売商の実力は大きなものがあった。対してラジオ商は修理や電子部品を扱う零細小売商だった。戦後、電気街に小売商が集まった理由の一つに、その地に卸売商が存在した点があげられる。戦前の秋葉原は広瀬、山際、広岡しかなかったが、ともかく問屋街は電気街に繋がる。
しかし、戦時体制に入ると卸商は同業組合に入れられ配給制により活動を実質的に停止した。戦後、財閥解体や労働争議を終えて、軍需工場から民生用に設備を組み換え、ようやく大手メーカーが家電の生産を始める。急速に成長するメーカーは、ここで流通機構の支配に乗り出す。家電市場において卸売商の機能はメーカー側の販売会社にシフトしていく。
即ち、メーカーは自己の資本が入った販売会社に製品を卸し、販社は担当する地域の系列店という名称の小売に卸す。販社も系列店も、一つのメーカーしか扱えないが、そのエリア、商圏では独占的販売ができる。大手メーカー数社の系列店が、日本全国に数万を数えた街の電気屋さんである。ヤマダもコジマも系列店の中に入っていた時代があった。
この仕組みの目的は、価格決定権をメーカーが握るという点にあった。
系列店の仕組みは大量生産＝大量販売の時代には効果的だったが、次から次に製品を送り込む押し込みが発生。個人商店に手形をきらせ、さらに追い込んだ。ここで余剰在庫や型落ちを現金取引で買い取るバッタ屋と呼ばれる卸売小売併業の業態が生まれた。1960年代半ばに、松下の熱海会議においてバッタ屋と彼等が活動拠点としている秋葉原、大阪では日本橋の現況が報告された。
一方、家電流通側と秋葉原の大手卸商は販社を設立しており、ここでメーカーと秋葉原側に密約が交わされたとされる。
メーカーは価格を維持したい、一方で消費者の動向も掴みたい。製品ごとにメーカーが競争する市況の情報をフィードバックして、開発販売に繋げる必要がある。この効果は卸商がそれまで担ってきたが、販社は自由な意思に基づき行動がとれない。そこで卸売商と小売商による一大実験場、巨大なショールームとして秋葉原を認めるという政策に出た。東京における卸売商の地盤が強く、正面から切り崩すより搦手を使うという意味もある。
秋葉原側も規模が広がりバックヤードから入れるだけでは間に合わなくなり、メーカーの系列化を受容する形で発言権を得ることが出来る。その代わり、広告や価格表示、秋葉原外の出店の縛りが結ばれた。
時代がすすむにつれこの協定は無効化するが、家電量販店が台頭する以前のメーカーの流通覇権時代に、秋葉原は巨大資本の資金、人材を導入することが可能となり、メーカーとの密約の範囲という限定的だが価格決定権を得て、この影響度は関東一円に及んだ。

## 略歴
- 1960年代より、電子部品やマイクロコンピュータ組み立てキットなども取り扱われるようになっていた。
- 1980年代は、郊外の大型店との棲み分けのためパーソナルコンピュータとその周辺機器の取り扱いが中心となった。
- 1990年代は、自作パーソナルコンピュータの需要を満たす街となっていった。
- 2000年代からは、ゲームの取まり扱いが多くなっていった。これは郊外大型家電量販店の発展、価格破壊に伴い電気街の優位性が薄れ、地盤沈下が進んだためである。結果的に小規模店舗の廃業、閉店、撤退が相次ぎ、市街地の空洞化が深刻化した。一方、元々付随的な役割を担っていた関連商品（おたくグッズ、同人誌など）専門店は競争相手がいないために生き残った。現在、各地の電気街では空白地の再開発が進んでいる。

## 各地の電気街

### 日本
- 札幌駅周辺（札幌市）
- 新潟駅南口周辺（新潟市）
- 秋葉原、池袋（東京都区部）
- 日本橋、難波（大阪市）
- 大須、名駅（名古屋市）
- 備前西市駅周辺（岡山市）
- 紙屋町、大手町（広島市）
- 博多駅筑紫口周辺、天神（福岡市）

#### 電気街としての機能が失われかけている電気街
- 寺町通（京都市）バブル期以降、ニノミヤや上新電機などの大阪系の家電量販店や地場の家電量販店であるタニヤマムセンなどの様々な家電量販店や、中小のパーツショップなどがしのぎを削っていたが、2000年代半ば以降不況のあおりを受け相次いで店舗が撤退し、さらに2007年開業のビックカメラJR京都駅前店（2023年に閉店）や2010年開業のヨドバシカメラマルチメディア京都などの巨大家電量販店が相次いで京都駅前に開業し、寺町通の閉店ラッシュに拍車をかけた。[1]そうして多くの店舗が閉店していく中で、唯一残っていたエディオン寺町店（元タニヤマムセン寺町本店）が移転撤退し、当地の大型家電量販店はすべて撤退してしまった。なお、2025年6月現在ドスパラ・パソコン工房・じゃんぱらの3店が残るのみとなっている。

#### 過去に存在した電気街
- つくば電気街（つくば市）かつてはロードサイド型電気街の先駆けとして関東地方周縁から多くの客が足を運んだが、つくばエクスプレスの開通による秋葉原へのアクセス強化、家電量販店の再編や破綻によるあおりを受け店舗数も徐々に減り、石丸電気つくば店の系列店六店舗の閉店により電気街としての機能はなくなり、さらに2021年8月15日コジマ学園都市店の閉店[2]によって当地にあった家電量販店、パーツショップ等は完全撤退。電気街としての歴史に幕を下ろした。

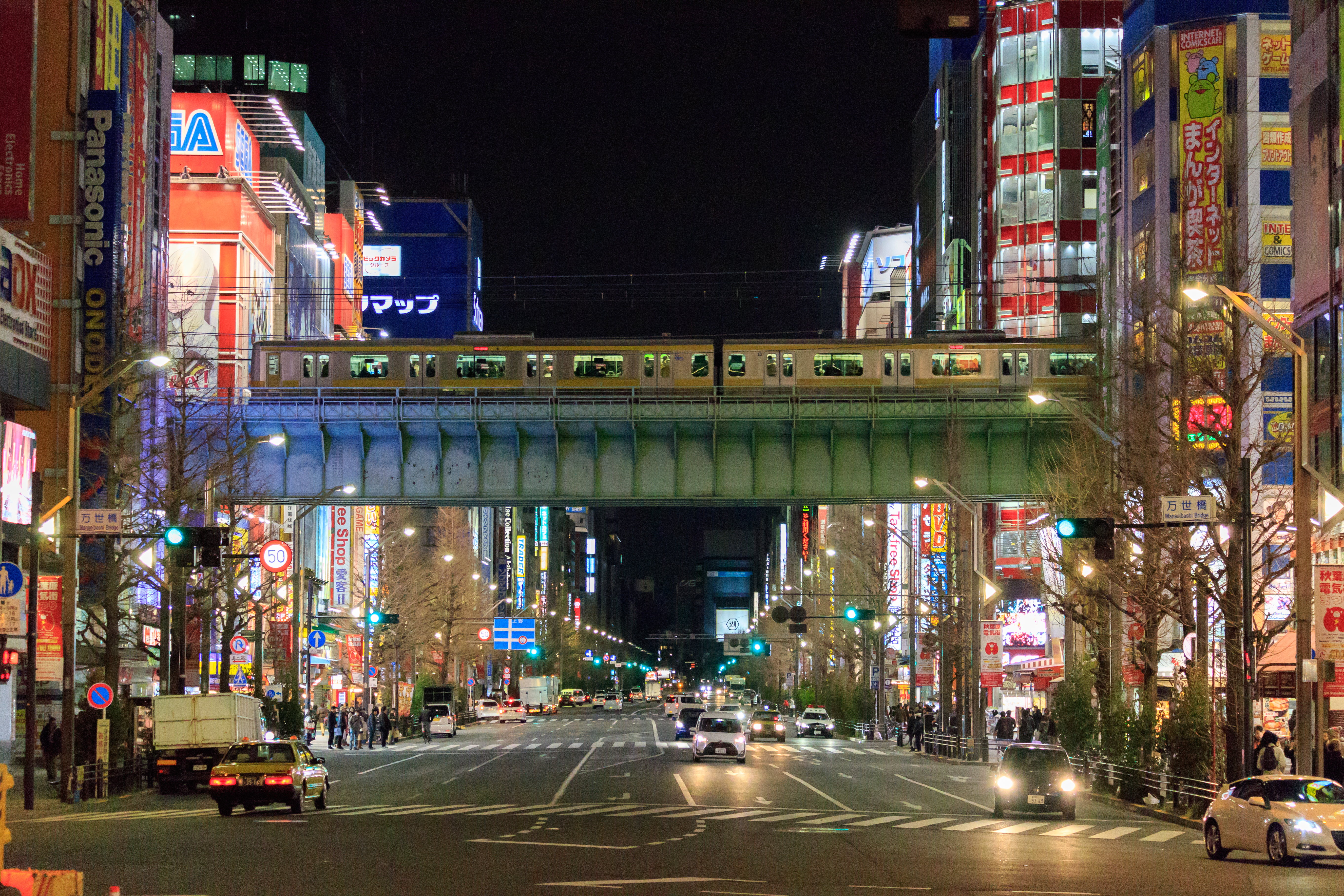
秋葉原
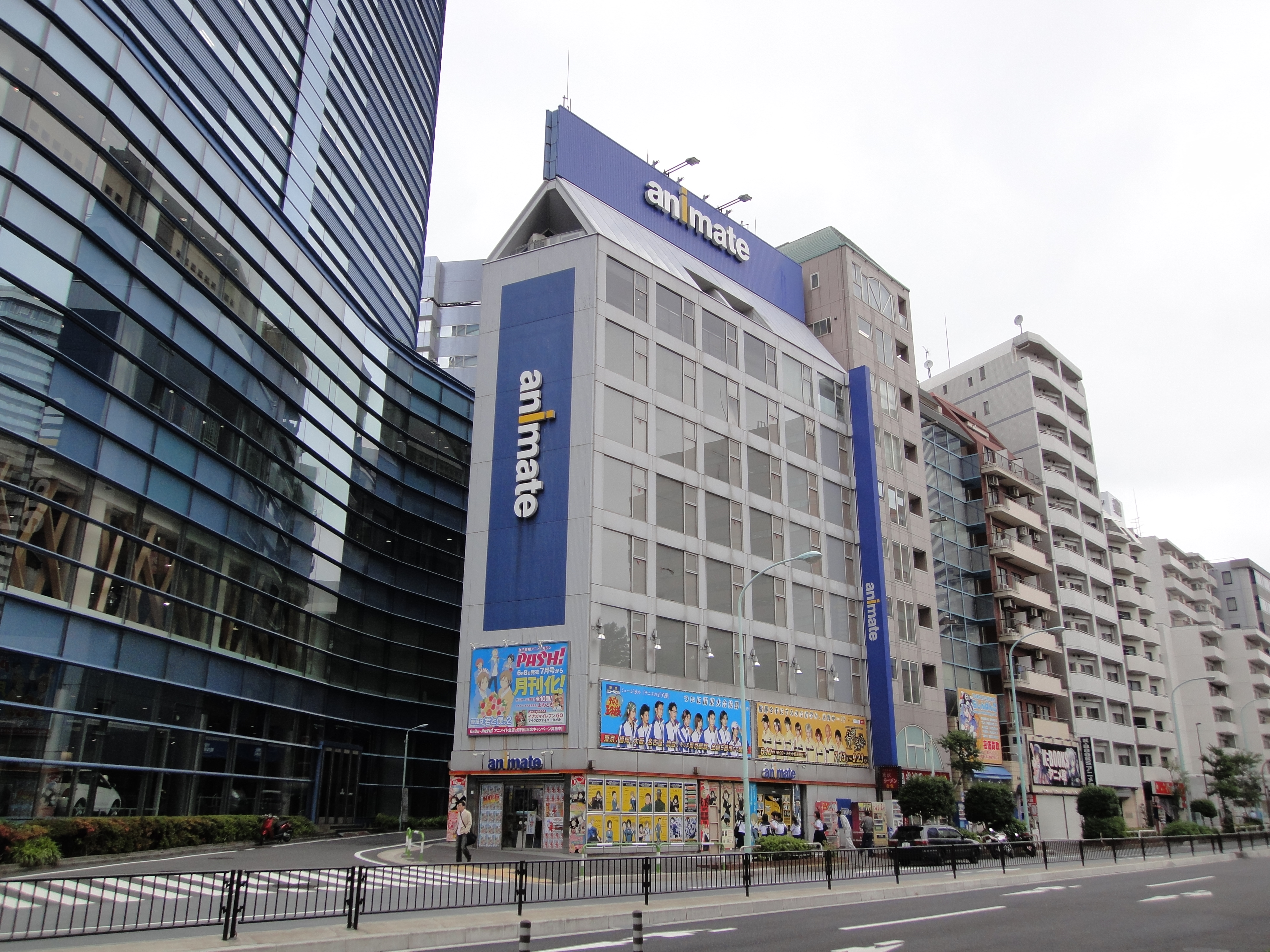
池袋
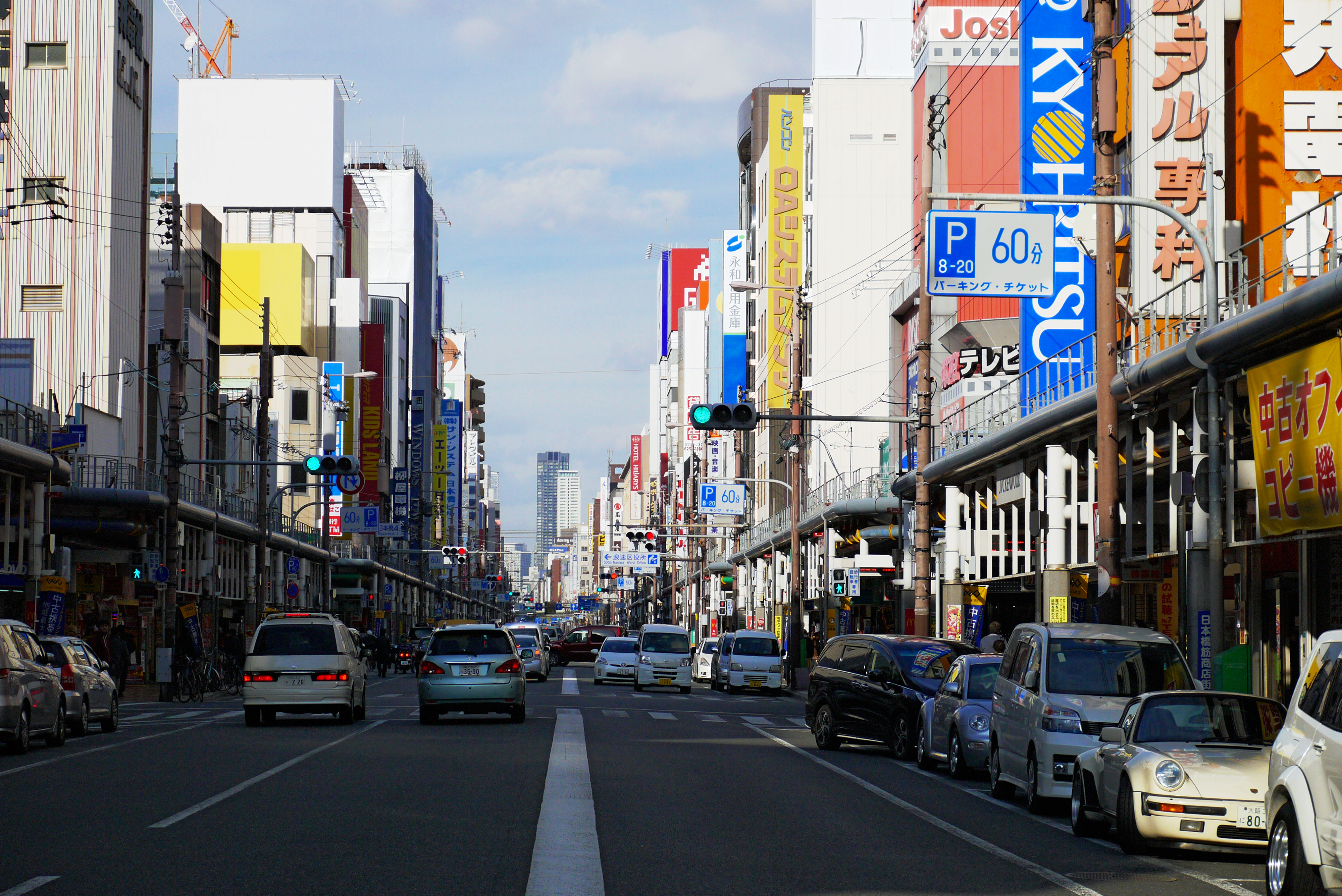
日本橋
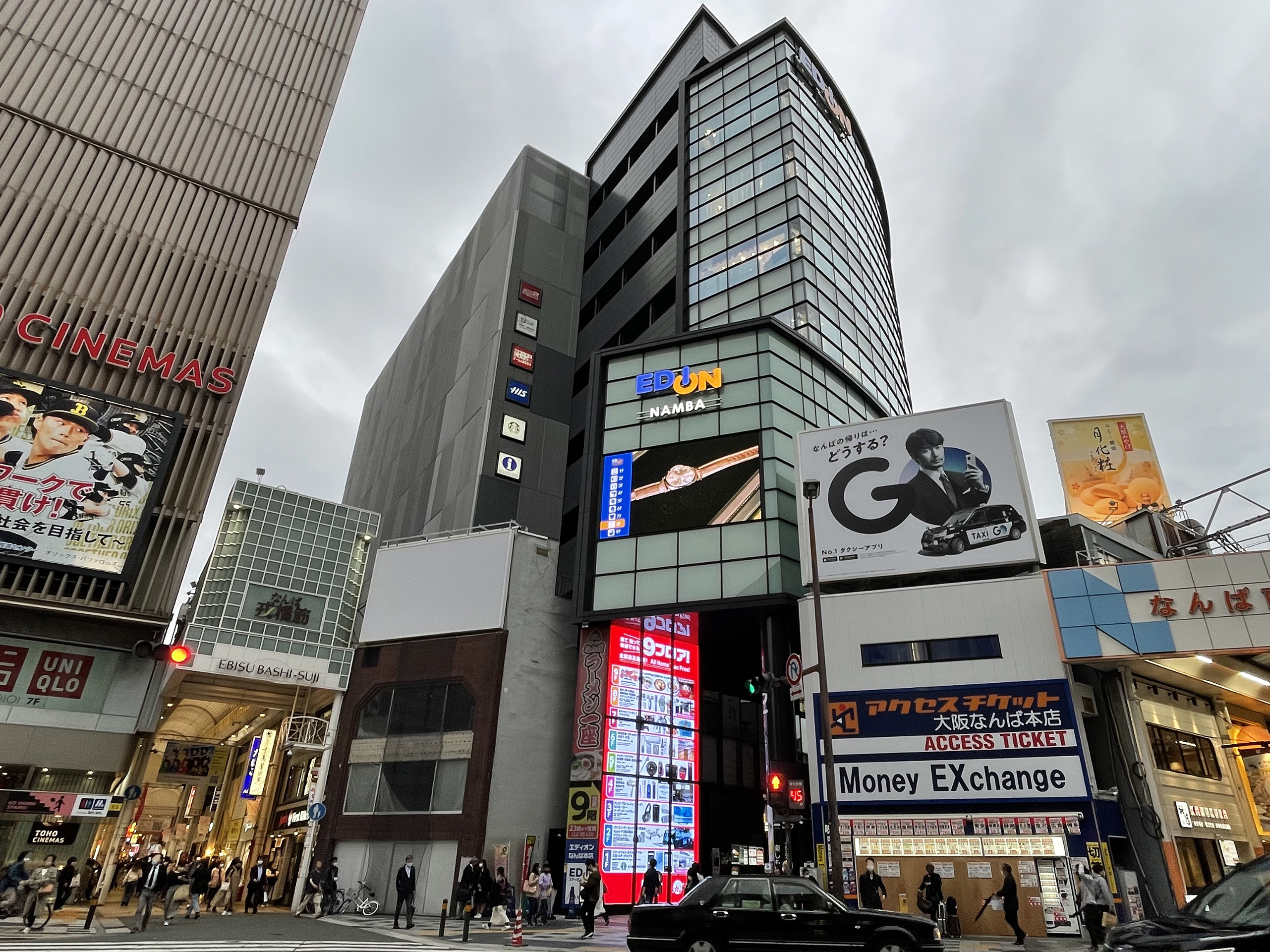
難波
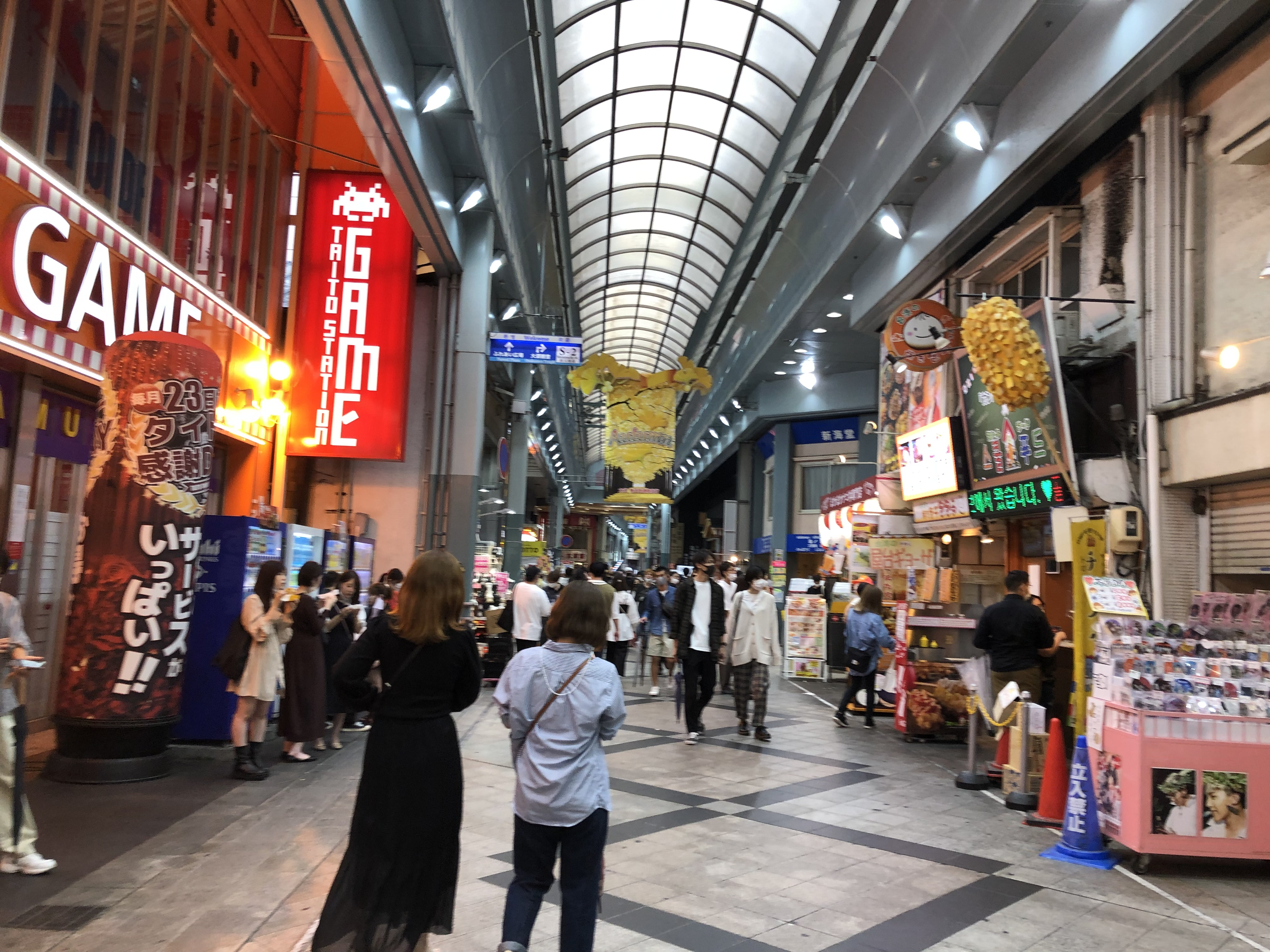
大須
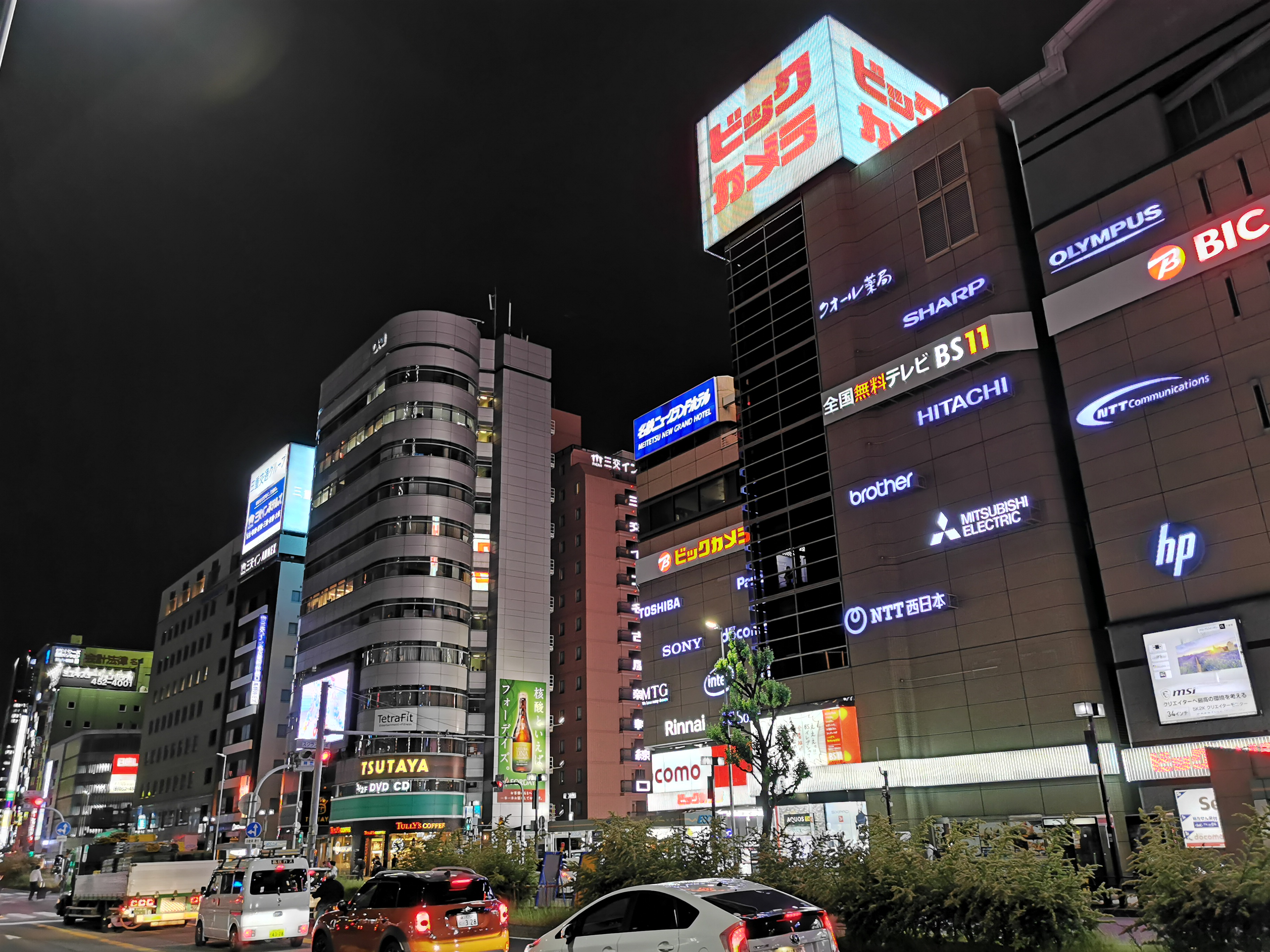
名古屋駅
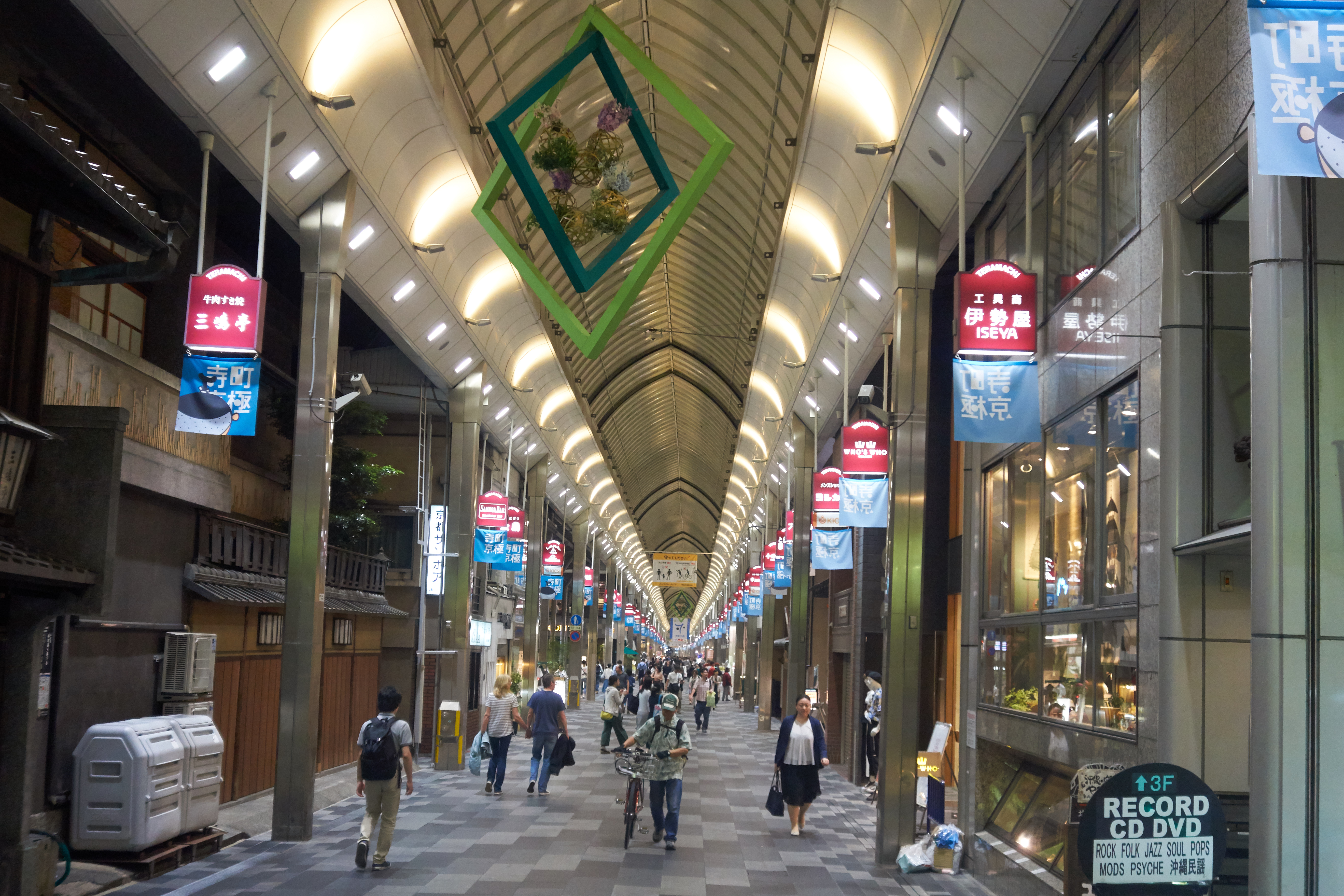
寺町
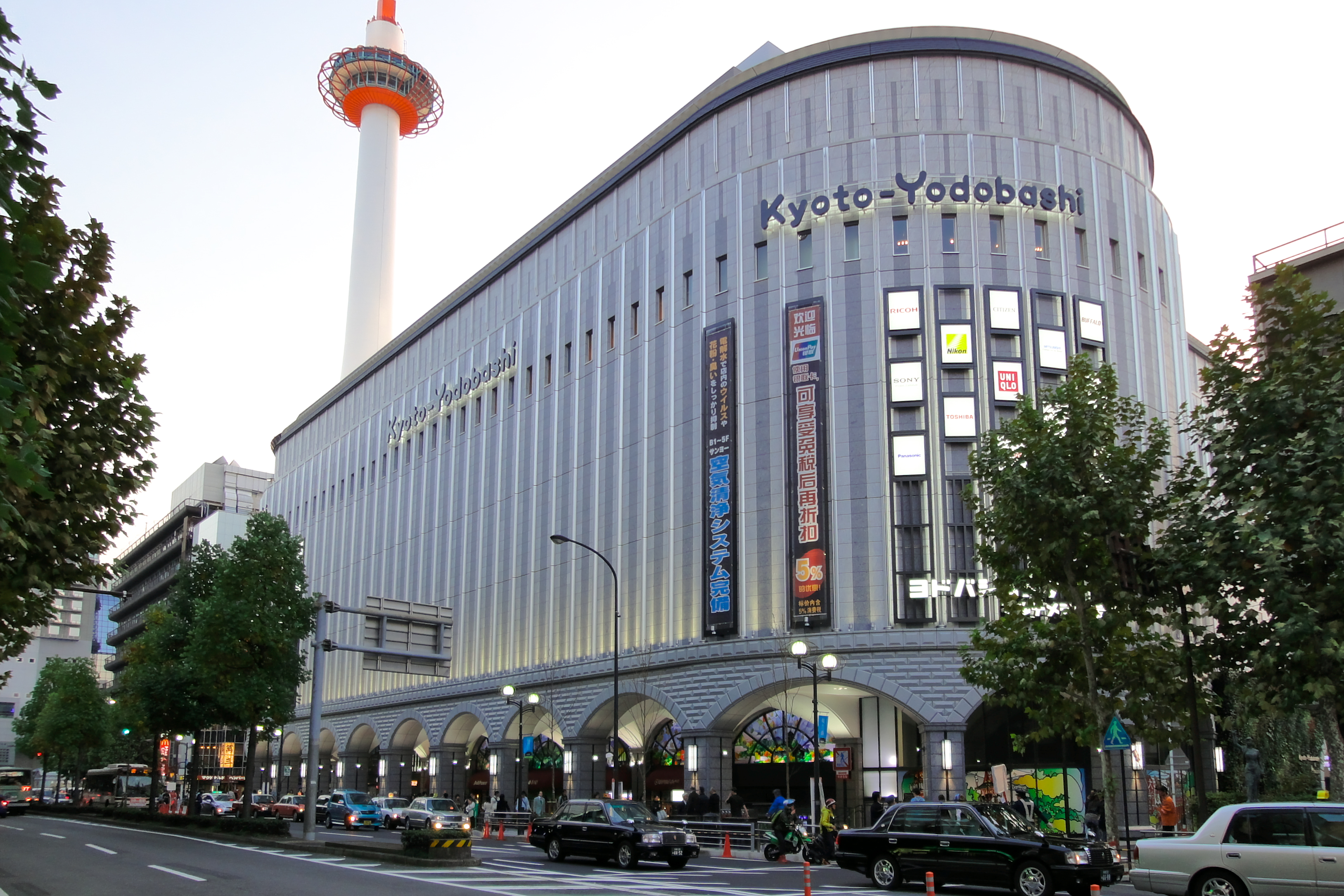
京都駅

### 東アジア
東アジアは鉄道が発達しているので、秋葉原のような専門店の集積地がある。台湾の光華商場や韓国の龍山電子商街、中国の中関村、香港の信和中心と旺角電脳中心が有名である。しかし秋葉原と比べると規模は中国だと経済発展と共に拡大しつつあり、人口が多い中規模の街になると一角に電気街が揃っていたりする事が多く純粋な電気街、且つ古い建物が多い事も特徴で、街の規模によっては街のほんの一角的にあったり、高層ビル（5、6〜30階位）が固まっていてその中にぎっしりと小さな電気屋が固まっている事もあり街の規模に比例して電気街の規模の大小が決まってくる事が多い。
- 香港
  - 高登電腦中心、黃金電腦商場（九龍・深水埗）
  - 信和中心、旺角電腦中心（九龍・旺角）
- 台湾
  - 光華商場（台北市）
  - 継光街周辺（台中市）
  - 建国二路、長明街（高雄市）
- 中国
  - 中関村（北京）
  - 宝山路（上海市）
  - 徐家匯（上海市）
  - 華強北（深圳市福田区）
- 韓国
  - 龍山電子商街（ソウル特別市）
  - 中央コンピューター商店街（중앙컴퓨터도매상가）（釜山広域市）
  - 東城路（大邱広域市大邱駅周辺）

### 南アジア
シンガポールにシムリム・スクエアというビルがあると言う。インドで電気街と言えば、首都デリーのネルー・プレイスを紹介する記事が多い。ここはビル内方式ではなくて、ビルの低層階に路面店が並んでいるようだ。この他にチェンナイやムンバイにも電気街があると言う。一方、バンガロールの電気街は法人向けで、商店というよりはオフィスになっているらしい。
- シンガポール
  - Sim Lim Square
- マレーシア
  - Plaza Low Yat（クアラルンプール）
- イラン
  - jomhouri（ジョムフリ）道路の周辺（テヘラン）

### アメリカ
アメリカは広大で自動車社会なので、秋葉原のように小さなパソコン専門店が集積している商店街は無い。その代わりにビッグボックスストア（メガストア、スーパーセンター）と呼ばれる巨大なショッピングセンターがあって、ベスト・バイやフライズのような家電量販店が出店している。商品は日本で言えばスーパーマーケットの「ハム」のように売られていて、呼ばなければ店員は話しかけてこない。また日本では考えられないような長期の返品制度があったり、「メール・イン・リベート」制度があったり、商習慣もかなり違うようである。
ラジオ放送が本格化した1920年代には、アメリカの大都市にも「ラジオ・ロウ」（ラジオ通り）と呼ばれる電気部品街が誕生した。最も規模の大きいものはニューヨークのロウアー・マンハッタンにできたラジオ・ロウであり、戦後もテレビ放送やFM放送の隆盛を受けて繁栄したが、1960年代にワールド・トレード・センターの建設予定地になり、電気部品店はすべて立ち退かされてラジオ・ロウは消滅した。以後、電気部品店はキャナル・ストリートなどの市内各所に拡散した。

### 欧州
- イギリス
  - トテナム・コート・ロード駅周辺（ロンドン）：チャリング・クロス街（Charging Cross St.）のトテナム・コート・ロード駅北側に位置し、アラブ系民族が殆どの電器店を経営している。

### ロシア
- ガルブーシュカ（モスクワ）- 「ロシアの秋葉原」「モスクワの秋葉原」とも呼称されている（ロシア語表記：ГОРБУШКА）。
- ミーチンスキー・ラージオリナク（モスクワ） - 近郊地区にある「ミチノー(ロシア語表記：Ми́тино)駅」傍に立地（ロシア語表記：Митинский радиорынок。「ラジオ市場」のロシア語訳）。